# Jaysh al-Ummah (Gaza)
Jaysh al-Ummah al-Salafi fi Bayt al-Maqdis („Armata Salafită a Ummei din Ierusalim”), cunoscut și sub numele de Jaysh al-Ummah fi Aknaf Bayt al-Maqdis sau doar Jaysh al-Ummah (Armata Ummah), este o organizație militantă jihadistă palestiniană și salafită cu sediul în Fâșia Gaza. Grupul susține al-Qaida și critică Hamas.